# Jonathan Johnson (holenderski polityk)
Jonathan Guus Ambrose Johnson (ur. 25 września 1976) – holenderski polityk, od 2008 roku gubernator Saby, a z racji funkcji także przewodniczący tamtejszej rady wykonawczej oraz rady wyspy. 

## Życiorys
W 1999 roku uzyskał tytuł magistra w dziedzinie edukacji na Uniwersytecie Florydy. Po studiach pracował jako nauczyciel w Sacred Heart Elementary School, następnie w 2004 roku został dyrektorem liceum ogólnokształcącego w Sabie.
2 lipca 2008 roku został wybrany Gubernatorem Saby, zostając jednocześnie przewodniczącym Rady Wykonawczej oraz Rady Wyspy. W lipcu 2014 roku powołano go na kolejną, 6-letnią kadencję. W 2020 roku ponownie został mianowany gubernatorem.

## Życie prywatne
Johnson jest żonaty z Rosalyn, para ma dwójkę dzieci.